# Eugène Richer (La Flèche)
Eugène Richer, dit La Flèche, (17 avril 1871 – 10 janvier 1925) est un ancien policier québécois devenu fondateur de la Mission de l’Esprit-Saint, un mouvement religieux syncrétique fondé en 1913. Il se considérait comme l'incarnation de l’Esprit-Saint et a influencé plusieurs communautés religieuses.

## Biographie
Eugène Richer est né à Saint-Georges-de-Windsor, Québec. Il travaille comme policier à Montréal avant de fonder la Mission de l’Esprit-Saint en 1913. Il se présente comme l'incarnation de l'Esprit-Saint, croyance centrale du mouvement. Il décède en 1925 à Los Angeles, Californie.

## Mission de l’Esprit-Saint
La Mission de l’Esprit-Saint est principalement implantée au Québec et aux États-Unis. Ses enseignements incluent la réincarnation et des croyances spécifiques sur les âmes des fidèles. Le mouvement est dirigé par un conseil de serviteurs, dont Richer Lacroix, Daniel Bérubé, Gratiel St-Amand et Eugène Lafleur.

## Controverses
En 2019, plusieurs dirigeants de la Mission ont été accusés d’outrage au tribunal pour avoir refusé de remettre au ministère de l’Éducation la liste des enfants âgés de 6 à 16 ans sous leur autorité. ([TVA Nouvelles](https://www.tvanouvelles.ca/2019/11/27/quatre-dirigeants-de-la-mission-de-lesprit-saint-accuses-doutrage-au-tribunal))